# Eviota natalis
Eviota natalis, tên thông thường là Christmas dwarfgoby, là một loài cá biển thuộc chi Eviota trong họ Cá bống trắng. Loài này được mô tả lần đầu tiên vào năm 2007.

## Từ nguyên
Từ natalis trong danh pháp của E. natalis có nghĩa là Giáng Sinh, ám chỉ tên gọi của đảo Giáng Sinh, nơi duy nhất tìm thấy chúng.

## Phạm vi phân bố và môi trường sống
Đây là một loài đặc hữu của đảo Giáng Sinh (Úc), nằm ở phía đông nam Ấn Độ Dương. E. natalis được thu thập gần các rạn san hô ở độ sâu khoảng từ 8 đến 15 m.

## Mô tả
Chiều dài cơ thể tối đa được ghi nhận ở E. natalis là 2,1 cm. Loài cá này khá giống với loài họ hàng Eviota fallax.
Số gai ở vây lưng: 7; Số tia vây mềm ở vây lưng: 9 - 10; Số gai ở vây hậu môn: 1; Số tia vây mềm ở vây hậu môn: 8 - 9; Số tia vây mềm ở vây ngực: 17 - 19.